# Mihály Babits

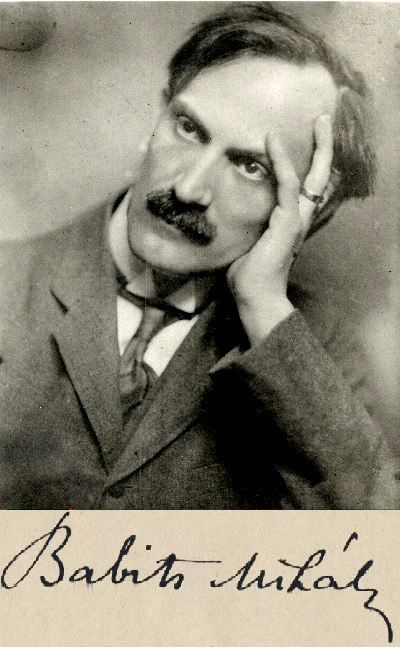
Mihály Babits in 1935

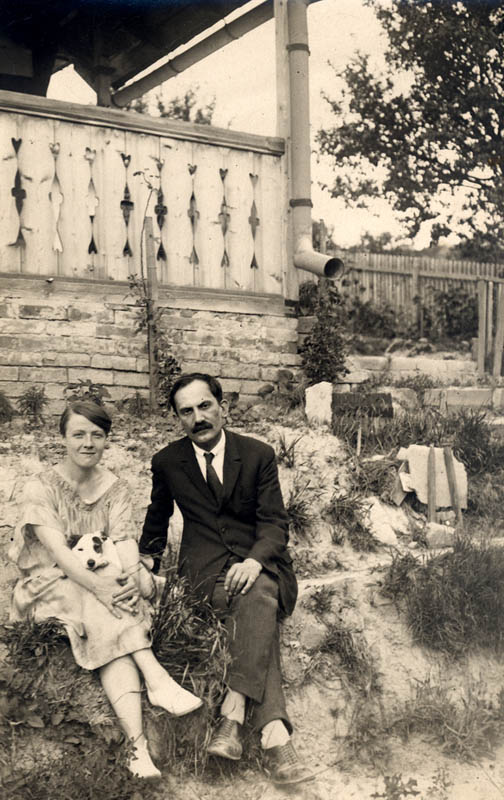
Babits met Ilona Tanner voor hun huis in Esztergom (1928)

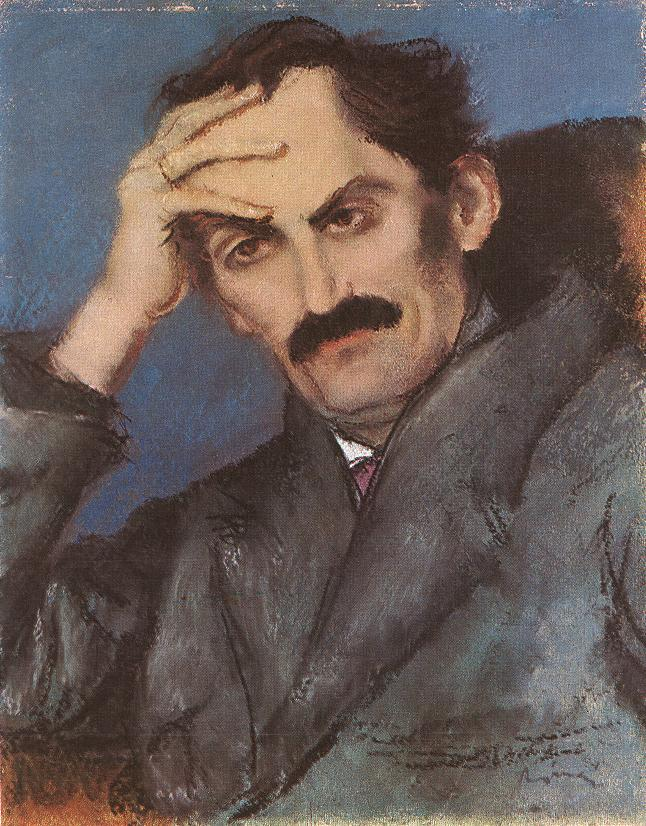
Babits geschilderd door József Rippl-Rónai (1923)

Mihály Babits (Uitspr.: [ˈmihaːj ˈbɒbit͡ʃ], Szekszárd, 26 november 1883 - Boedapest, 4 augustus 1941) was een Hongaars dichter, schrijver en vertaler.

## Biografie
Babits studeerde van 1901 tot 1905 Hongaars en Frans aan de universiteit van Boedapest. Hij ontmoette er Dezső Kosztolányi en Gyula Juhász. Hij werd leraar en gaf les in scholen te Baja (1905-1906), Szeged (1906-1908), Fogaras (1908-1911), Újpest (1911) en Boedapest (1912-1918).  
Babits debuteerde als dichter in de anthologie A Holnap uit 1908. In datzelfde jaar reisde hij naar Italië, wat zijn interesse voor Dante Alighieri verklaart; later bezocht hij het land nog meerdere malen. Met de opgebouwde kennis vertaalde hij Dantes Divina Commedia (Inferno, 1913, Purgatorio, 1920, en Paradiso, 1923).  in 1909 verscheen zijn eerste eerste dichtbundel en in 1916 zijn eerste van zijn vijf romans (A gólyakalifa, geschreven in 1913). Hij was vrijwel van meet af aan betrokken bij het invloedrijke, in 1908 opgerichte literaire tijdschrift Nyugat en hij wordt dan ook tot de "eerste Nyugat-generatie" gerekend. 
In 1918 werd hij bestuurslid van de kortstondige Vörösmarty-academie, een genootschap van progressieve schrijvers. Kort na het aantreden van de Radenrepubliek werd hij hoogleraar Buitenlandse Literatuur en Moderne Hongaarse Literatuur aan de universiteit van Boedapest, maar hij werd er na de val van de revolutionaire regering vanwege zijn pacifisme bedankt voor zijn diensten.
In 1921 huwde hij Ilona Tanner. Zij publiceerde later gedichten onder de naam Sophie Török. 
Twee jaar later vestigde hij zich in Esztergom. In 1927 werd hij lid van het Kisfaludy-genootschap (Kisfaludy Társaság) en hetzelfde jaar werd hij curator bij de Baumgarten Prijs.
In 1929 werd hij hoofdredacteur van Nyugat, tot 1933 samen met Zsigmond Móricz en vervolgens tot 1939 samen met Oszkár Gellért. Vervolgens redigeerde hij het blad tot zijn dood alleen, waarna het werd opgeheven.
In 1937 werd keelkanker vastgesteld, waaraan hij in 1941 in Boedapest overleed.

## Oeuvre
Babits is het meest bekend om zijn lyrische poëzie met invloeden van klassieke poëzie en Engelse rijmkunst. Naast gedichten en romans schreef hij ook essays en vertaalde hij veel werken uit het Engels, Frans, Duits, Grieks, Italiaans en Latijn.

## Bron
Hongaarse en Engelse Wikipedia
- Bibsys: 90605933
- Biblioteca Nacional de España: XX1215658
- Bibliothèque nationale de France: cb11889773n (data)
- CiNii: DA07415456
- Gemeinsame Normdatei: 119096099
- International Standard Name Identifier: 0000 0001 0781 0020
- Library of Congress Control Number: n80138891
- Nationale Bibliotheek van Tsjechië: jn20000600544
- Nationale Bibliotheek van Israël: 987007258048105171
- Nationale Bibliotheek van Polen: a0000001987096
- Nationale en Universitaire bibliotheek Zagreb: 000076653
- Nederlandse Thesaurus van Auteursnamen: 069702659
- Réseau des bibliothèques de Suisse occidentale: 02-A002956118
- Istituto Centrale per il Catalogo Unico: RAVV072405
- LIBRIS: 176420
- Système universitaire de documentation: 156668602
- Virtual International Authority File: 49221125
- WorldCat: E39PBJwtmKwKpkrj8kmRF67GpP